# Lutz Unger
Lutz Unger (Wernigerode, 19 giugno 1951) è un ex nuotatore tedesco orientale.

## Carriera
Specializzato nello stile libero, vinse la medaglia d'argento nella 4x100m misti e la medaglia di bronzo nella 4x100m sl ai Giochi Olimpici di Monaco 1972.

## Palmarès
- Giochi olimpici estivi

Monaco di Baviera 1972: argento nella 4x100m misti e bronzo nella 4x100m sl.
- Europei

Barcellona 1970: oro nella 4x100m misti e bronzo nella 4x100m e 4x200m sl.